# Ophiambix epicopus
Ophiambix epicopus is een slangster uit de familie Ophiuridae.
De wetenschappelijke naam van de soort werd in 1988 gepubliceerd door G.L.J. Paterson & Alan N. Baker.